# ثوم‌گاآن (بوتان)
ثوم‌گاآن (به لاتین: Thumgaon) یک منطقهٔ مسکونی در بوتان (کشور) است که در استان داگانا واقع شده‌است.